# دربي (إنجلترا)
دربي، هي مدينة ومنطقة ذات حكم وحدوي تقع على ضفاف نهر ديروينت في مقاطعة ديربيشاير بإنجلترا. اشتُقت تسمية ديربيشاير من مدينة ديربي، التي كانت في الأصل عاصمة المقاطعة. نظرًا لوضعها كوحدة حكم مستقلة، تتمتع دربي بإدارة ذاتية منفصلة عن مجلس مقاطعة ديربيشاير. بلغ عدد سكان المدينة وفقًا لإحصائيات عام 2022 حوالي 263,490 نسمة.
يعود تاريخ دربي إلى العصور الرومانية، حيث أسس الرومان بلدة ديرفينتيو، التي خضعت لاحقًا لحكم الأنجلو-ساكسون، ثم استولى عليها الفايكنج، الذين جعلوا "Djúra-bý" واحدة من خمس مدن رئيسية في منطقة "Danelaw". بدأت دربي كمدينة تجارية صغيرة، لكنها شهدت تطورًا سريعًا خلال الثورة الصناعية، وأصبحت موطنًا لطواحين وادي ديروينت، التي تعد من أوائل المصانع في بريطانيا. كما تحتضن المدينة الجزء الجنوبي من موقع ديروينت فالي ميلز، المُدرج ضمن قائمة التراث العالمي لليونسكو. ومع وصول السكك الحديدية في القرن التاسع عشر، تحولت دربي إلى مركز رئيسي لصناعة السكك الحديدية في بريطانيا. لم تحصل دربي على وضع المدينة إلا في عام 1977 على الرغم من امتلاكها كاتدرائية منذ عام 1927.

تُعرف دربي اليوم كمركز رئيسي لصناعة النقل المتطورة، حيث تضم منشآت لشركة رولز رويس المتخصصة في تصنيع المحركات، بالإضافة إلى مصنع تابع لشركة ألستوم (المعروفة سابقًا باسم بومباردييه ترانسبورتيشن) في ورشة دربي ليتشرتش لين. كما يقع المقر الرئيسي لشركة تويوتا المملكة المتحدة في جنوب غرب المدينة، تحديدًا في منطقة بيرناستون.

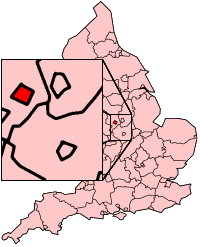
موقع دربي في إنجلترا

## توأمة
لدربي (إنجلترا) اتفاقيات توأمة مع كل من:
- أوسنابروك (17 فبراير 1976 - )
- تويوتا

## أعلام
- دون سكوت
- جاك روبنسون
- هربرت سبنسر
- ريج بارنيل
- جمال لاسيليس
- ريتشارد روبرتس
- لي كامب
- جوزيف رايت من دربي
- ستيف بلومر
- برايان كلوف